# John Ransome
John Ransome (* 1964 oder 1965) ist ein ehemaliger englischer Squashspieler.

## Karriere
John Ransome begann seine professionelle Karriere Ende der 1980er-Jahre und war bis 1998 auf der PSA World Tour aktiv. In dieser Zeit gewann er drei Titel auf der Tour, den ersten davon 1993 in Aachen. Die beiden anderen Titel folgten 1995 in Toulouse und 1996 in Florida. Seine höchste Platzierung in der Weltrangliste erreichte er mit Rang 28 im November 1993. Sein bestes Resultat bei den britischen Landesmeisterschaften gelang ihm 1992 mit dem Einzug ins Viertelfinale, in dem er Bryan Beeson unterlag. Zwischen 1987 und 1995 stand er dreimal im Hauptfeld der Einzelweltmeisterschaft. 1987 schied er in der ersten Runde aus, 1991 unterlag er Sami Elopuro in fünf Sätzen. 1995 verlor er gegen Jansher Khan in der Auftaktrunde in vier Sätzen.

## Erfolge
- Gewonnene PSA-Titel: 3